# Xenia (zespół muzyczny)
Xenia – chorwacki zespół pop-rockowy założony w 1981 w Jugosławii.

## Historia
Zespół został założony w 1981 roku przez Vesnę Vrandečić (wokal) i Roberta Funčicia (gitara). Do grupy dołączyli Marinko Radetić (gitara basowa) i Joško Serdarević (perkusja). Debiutancki krążek Kad nedelja prođe ukazał się w 1983 roku. Zespół rozpadł się w 1985 roku, pozostawiając w swoim dorobku dwa albumy studyjne.

## Dyskografia

### Albumy studyjne
- Kad nedelja prođe (Jugoton, 1983)
- Tko je to učinio? (Jugoton, 1984)

### Kompilacje
- 2 na 1 Collection (Croatia Records, 2010)

### Single
- Moja prijateljica / Povezi me (Jugoton, 1982)
- Troje / Zadnji put (Jugoton, 1983)